# Yoshiki Okamoto
Pour les articles homonymes, voir Okamoto.
 (avril 2020).
Si vous disposez d'ouvrages ou d'articles de référence ou si vous connaissez des sites web de qualité traitant du thème abordé ici, merci de compléter l'article en donnant les références utiles à sa vérifiabilité et en les liant à la section « Notes et références ».
Yoshiki Okamoto (岡本 吉起), né le 10 juin 1961 dans la préfecture d'Ehime au Japon, est un créateur de jeux vidéo connu pour son travail sur les séries Street Fighter II et Resident Evil.

## Biographie
En 1981, il est engagé comme illustrateur par Konami, où il est chargé de concevoir des posters de jeux vidéo. Il se voit ensuite confier la réalisation d'un jeu de voiture, mais n'appréciant pas le concept du jeu, il développe en secret Time Pilot (1982) qui deviendra un standard du shoot them up puis en 1983 Gyruss.
En 1983, il quitte Konami et rejoint Capcom, qui n'était alors qu'une petite société. Il travaille dans le département des jeux d'arcade et crée 1942.
À partir de 1996, il obtient le poste de CEO (Chief Executive Officer, directeur général) de la compagnie Flagship, qui est spécialisée dans la création de scénarios de jeux vidéo. Il est COO (Chief Operating Officer, directeur opérationnel) de Capcom quand il quitte la société.
En juillet 2003, il fonde Game Republic et y assume les postes de président et de CEO.
En juin 2011, Game Republic ferme pour cause de dettes. Okamoto se retire du jeu-vidéo sur consoles et se tourne vers le jeu mobile.

## Jeux de Yoshiki Okamoto

### 1982
- Time Pilot (conception du jeu)

### 1983
- Gyruss (conception du jeu)

### 1984
- 1942 (conception, programmation)
- Higemaru: Pirate Ship (conception du jeu)

### 1985
- Gun.Smoke (conception du jeu) (sous le nom de Kihaji Okamoto)

### 1986
- Side Arms: Hyper Dyne (conception du jeu) (sous le nom de Kihaji Okamoto)

### 1987
- 1943: The Battle of Midway (producteur) (sous le nom de Kikaji O.)

### 1988
- 1943 Kai: Midway Kaisen (producteur) (sous le nom de Kikaji O.)
- Forgotten Worlds (conception du jeu) (sous le nom de Kihaji Okamoto)
- Mahjong Gakuen (producteur, designer)

### 1989
- Dynasty Wars (producteur) (sous le nom de Kihaji Okamoto)
- Pang (directeur) (sous le nom de Kihaji Okamoto)
- U.N. Squadron (directeur) (sous le nom de Kihaji Okamoto)
- Willow (directeur) (sous le nom de Kihaji Okamoto)

### 1990
- 1941: Counter Attack (directeur) (sous le nom de Kihaji Okamoto)
- Mega Twins (directeur) (sous le nom de Kihaji Okamoto)
- Magic Sword: Heroic Fantasy (conception du jeu)
- Nemo (directeur)

### 1991
- Three Wonders (directeur) (sous le nom de Kihaji Okamoto)

### 1992
- Varth: Operation Thunderstorm (directeur, producteur) (sous le nom de Kihaji Okamoto)

### 1993
- Eco Fighters (producteur) (sous le nom de Yokamoto)

### 1994
- Armored Warriors (directeur) (sous le nom de Kihaji Okamoto)

### 1995
- Night Warriors: Darkstalkers' Revenge (producteur) (sous le nom de Kihaji Okamoto)
- Pang! 3 (superviseur) (sous le nom de Kihaji Okamoto)
- Street Fighter: The Movie (producteur exécutif)

### 1996
- Mega Man 8: Anniversary Edition (producteur exécutif)
- Star Gladiator Episode 1: Final Crusade (producteur général)
- Super Puzzle Fighter II Turbo (superviseur)

### 1997
- Battle Circuit (producteur général)
- Capcom Sports Club (producteur général)
- Marvel Super Heroes vs. Street Fighter (producteur exécutif)
- Mega Man Battle and Chase (producteur exécutif)
- Mega Man X4 (producteur exécutif)
- Rival Schools: United by Fate (producteur exécutif)
- Super Gem Fighter: Mini Mix (producteur exécutif)
- Vampire Savior: The Lord of Vampire (producteur général)
- Vampire Savior 2: The Lord of Vampire (producteur général)

### 1998
- Darkstalkers 3: Vampire Savior (producteur exécutif)
- Marvel vs. Capcom: Clash of Super Heroes (producteur exécutif)
- Mega Man and Bass (producteur exécutif)
- Resident Evil 2 (superviseur)
- Street Fighter Alpha 3 (producteur général)
- Street Fighter III: 2nd Impact - Giant Attack (producteur général)

### 1999
- Dino Crisis (superviseur)
- GigaWing (producteur exécutif)
- JoJo's Bizarre Adventure (producteur exécutif)
- Magical Tetris Challenge (producteur exécutif)
- The Misadventures of Tron Bonne (producteur exécutif)
- Power Stone (producteur exécutif)
- Resident Evil 3: Nemesis (superviseur)
- SNK vs. Capcom: The Match of the Millennium (superviseur)
- Street Fighter III: 3rd Strike - Fight for the Future (producteur général)
- Strider 2 (producteur général)

### 2000
- Capcom vs. SNK: Millennium Fight 2000 (producteur exécutif)
- Marvel vs. Capcom 2: New Age of Heroes (producteur exécutif)
- Mega Man X5 (producteur exécutif)
- Power Stone 2 (producteur exécutif)
- Project Justice (producteur exécutif)
- Resident Evil: Code Veronica (superviseur)
- Spawn: In the Demon's Hand (producteur exécutif)
- Tech Romancer (producteur exécutif)
- Vampire Chronicle for Matching Service (producteur exécutif)

### 2001
- Capcom vs. SNK 2: Millionaire Fighting 2001 (producteur exécutif)
- Heavy Metal: Geomatrix (producteur exécutif)
- The Legend of Zelda: Oracle of Ages (producteur)
- The Legend of Zelda: Oracle of Seasons (producteur)
- Mega Man X6 (producteur exécutif)
- Mega Man Xtreme (producteur exécutif)
- Mega Man Xtreme 2 (producteur exécutif)
- Super Street Fighter II: Turbo Revival (producteur exécutif)

### 2002
- Auto Modellista (producteur exécutif)
- JoJo's Bizarre Adventure: Golden Wind (producteur exécutif)
- The Legend of Zelda: The Four Swords Quest (producteur)

### 2003
- Breath of Fire: Dragon Quarter (superviseur)
- Devil May Cry 2 (producteur exécutif)

### 2005
- Genji: Dawn of the Samurai (directeur exécutif)

### 2006
- Every Party
- Genji: Days of the Blade

### 2007
- Folklore

### 2010
- Majin and the Forsaken Kingdom